# Pawel Iwanowitsch Pestel

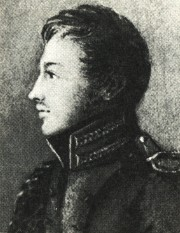
Pawel Iwanowitsch Pestel

Pawel Iwanowitsch Pestel (russisch Павел Иванович Пестель, wiss. Transliteration Pavel Ivanovič Pestel’; * 24. Junijul. / 5. Juli 1793greg. in Moskau; † 13.jul. / 25. Juli 1826greg. in Sankt Petersburg) war einer der führenden Dekabristen.

## Leben
Pawel Iwanowitsch Pestel war der älteste Sohn von Iwan und Elisaweta Pestel. Ihm folgten zwei Brüder und eine Schwester. Er hatte sowohl zur Mutter, als auch zum Vater eine enge emotionale Bindung und genoss schon in seiner Kindheit materielle Sicherheit. Wie seine Geschwister wurde Pawel Pestel in den ersten Jahren von seiner Mutter unterrichtet, setzte dann aber von 1805 bis 1809 seine Schulbildung bei seiner Großmutter in Dresden fort und erhielt dort eine solide Gymnasialbildung. Zurück in Petersburg besuchte er die Militärakademie, das Pagenkorps. Dort hatte er es besonders seinem Lehrer German zu verdanken, dass er Werke wichtiger Wirtschafts- und Verwaltungswissenschaftler kennen lernte: Montesquieu, John Locke, Jean-Jacques Rousseau, Adam Smith, Antoine Louis Claude Destutt de Tracy und andere. Letzterer beeinflusste ihn maßgeblich bei der Entwicklung eigener Staatsideen und der Planung einer Russischen Republik. Pestel verließ das Pagenkorps mit der höchsten Auszeichnung. In einem Zeugnis findet sich allerdings auch die folgende Beurteilung Pestels: „Er wurde mehr als ein Mal beobachtet, wie er sich sehr untypisch für einen Studenten des Pagenkorps verhielt; des Weiteren protestierte er gegen die Bestrafung eines Mitschülers durch Lehrer des Korps. Er mag es, seine Klassenkameraden zu beeinflussen.“ Pestel hatte also schon in seiner Jugend einen ausgeprägten Gerechtigkeitssinn und rebellische Gedanken.
Von 1811 an betätigte Pestel sich in der Armee. Graf Wittgenstein sagte über ihn: „Er ist für alles brauchbar: ob man ihm das Kommando über eine Armee gibt oder ihn zu einem beliebigen Minister macht, er wird überall an seinem Platz sein.“ Er wurde mehrfach auszeichnet, unter anderem nach der Schlacht von Borodino und nach der Eroberung von Bessarabien im 8. Russisch-türkischen Krieg. Daraufhin übernahm er eine hohe Position im Hauptquartier der zweiten Armee. 1820 wurde ihm das Kommando über das Regiment von Wjatka übertragen, welches als eines der schlechtesten in Russland bekannt war. Diese Aufgabe meisterte er zur vollen Zufriedenheit des Zaren.
Von 1817 bis zu seinem Tod widmete Pestel all seine Zeit und Kraft der Arbeit in den Geheimbünden, der Entwicklung seiner Verfassung und seinen militärischen Pflichten als Kommandeur. Sein Privatleben in dieser Zeit bestand fast ausschließlich aus dem Kontakt zu seinen Eltern und seiner Schwester. Zudem war er Freimaurer.
Seit 1816 stand Pestel im Kontakt mit Sergei Iwanowitsch Murawjow-Apostol, Sergei Trubetzkoi, Fjodor Glinka und Michail Nowikow. So erfuhr er von der Existenz einer politischen Geheimgesellschaft in Russland, die sich unter anderem am Tugendbund orientierte. Er schloss sich ihr an und verfasste 1817 das Statut des sogenannten Rettungsbundes. Nachdem sich der aus der Geheimgesellschaft entstandene Wohlfahrtsbund 1819 nach Petersburg abgesetzt hatte, war Pestels Abteilung im Süden Russlands mehr oder weniger isoliert. Zwei Untergruppen hatten sich herausgebildet: der Nord- und der Südbund. Die Vorstellungen dieser Gruppen unterschieden sich nicht nur in den Ansichten über die zukünftige Regierungsform Russlands erheblich. Der Führer des Nordbundes, Sergei Iwanowitsch Murawjow-Apostol, zog eine konstitutionelle Monarchie der vom Südbund geplanten Republik vor. Es entwickelten sich mit der Zeit immer mehr Differenzen zwischen beiden Gesellschaften. Die Südliche Gesellschaft entwickelte sich unter Pawel Pestels Führung zur radikaleren der beiden. Auf ihn geht eines der wichtigsten Dokumente der Dekabristenbewegung zurück, der Verfassungsentwurf „Russkaja Prawda“ („Russkaja Prawda oder Staatliche Urkunde des großen russischen Volkes, geeignet als Anweisung zur Vervollkommnung der Staatsordnung Russlands und enthaltend eine zuverlässige Anleitung für das Volk wie auch für die Übergangsregierung“). In diesem Zusammenhang studierte er unter anderem die Verfassung der vormoskiwitischen Republik Nowgorod.
Als einer der Führer der Dekabristenbewegung war Pestel maßgeblich an der Planung des Aufstandsversuches der Dekabristen am 14. Dezember 1825 beteiligt. Nachdem der gescheitert war, wurden 121 Mitglieder der Bewegung festgenommen, Pestel selbst noch am selben Tag. Er wurde nach Sankt Petersburg verbracht und dort in der Peter-und-Paul-Festung inhaftiert, verhört und angeklagt. Wie auch Sergei Iwanowitsch Murawjow-Apostol, Kondrati Fjodorowitsch Rylejew, Pjotr Grigorjewitsch Kachowski und Michail Pawlowitsch Bestuschew-Rjumin, wurde Pestel zum Tode verurteilt. Am 13. Juli 1826 wurde er gehängt.

## Charakter- und Persönlichkeitszüge
Pestel war eine herrisch auftretende Persönlichkeit. Für ihn stand an erster Stelle seine Meinung, von deren Allgemeingültigkeit er scheinbar stets überzeugt war und von der er nicht selten auch alle anderen zu überzeugen wusste. Dies war größtenteils seiner Redegewandtheit geschuldet, seine rhetorischen Fähigkeiten waren sehr ausgeprägt und ließen meist nicht viel Raum für Widerspruch und Diskussionen.
Außerdem galt Pestel als hochintelligent, kannte sich besonders in Politik und Geschichte hervorragend aus, war aber auch auf diversen anderen Gebieten versiert und konnte Ansichten zu vielerlei Diskussionen beitragen. Davon zeugt u. a. ein euphorischer Tagebucheintrag Puschkins vom 9. April 1821: „Den Morgen habe ich mit Pestel verbracht, ein kluger Mensch im umfassenden Sinn dieses Wortes. Wir sprachen miteinander über Metaphysik, Politik, Ethik usw. Er ist einer der originellsten Köpfe, die ich kenne!“ Ebenso euphorisch drückte sich der Dekabrist Sergei Wolkonski aus. Er sagte, Pestel sei „ein Mann von hervorragendem Verstand und Bildung, in dessen Herzen hohe feurige Gefühle nisteten. Vom Beginn unserer Bekanntschaft an konnte ich die große Begabung, das feurige Gefühl, tätig sein zu müssen, und die Charakterfestigkeit Pestels richtig einschätzen.“ Allerdings war Pestel auch ein Mensch, der an allem und jedem zweifelte, der Menschen nur schwer trauen konnte und wollte. Sein Mangel an Sensibilität trug ebenfalls dazu bei, dass sein Ruf unter den Mitgliedern des Geheimbundes nicht der beste war. So gab Michail Pawlowitsch Bestuschew-Rjumin bei seiner Vernehmung Folgendes zu Protokoll: „Pestel war in der Gesellschaft wegen seiner ungewöhnlichen Eigenschaften geachtet, aber der Mangel an Empfindsamkeit war die Ursache, dass man ihn nicht liebte. Sein übermäßiges Misstrauen stieß alle ab. […] Alles versetzte ihn in Zweifel. […] Er kannte die Menschen wenig.“ Sein Verstand wurde von manchen (in Anlehnung an seine deutschen Vorfahren) als „deutscher Verstand“ bezeichnet: „fest, exakt und mathematisch“. Man sagte von ihm, er sei ein „theoretischer Kopf mit einem Willen, der niederdrückte. Man bezeichnet ihn auch besser nicht als die Seele, sondern als das Hirn der Vereinigung. Er strebte nach einem genau geplanten Ziel, hatte konkrete Vorstellungen und verlangte daher auch nach Macht und Unterordnung.“ Iwan Dmitrijewitsch Jakuschkin erinnerte sich vor allem daran, dass Pestel „so hart wie kein anderer von uns für die Geheimgesellschaft arbeitete. Kaum hatte er sich selbst davon überzeugt, dass die Geheimgesellschaft die beste Möglichkeit bot, das erwünschte Ziel zu erreichen, so entschloss er sich dazu, ihr seine ganze Existenz zu widmen.“
Dergleichen Eigenschaften sind charakteristisch für viele Führungspersönlichkeiten. Doch in Pestels Fall führten sie zum Konflikt zwischen dem Südbund und dem Nordbund und verhinderten eine konstruktive Zusammenarbeit und die Verfolgung eines gemeinsamen Ziels. Einstimmigkeiten wurden meist sie durch die Überredungskünste und die einschüchternde Redensart Pestels erreicht, sie blieben mehr Schein als Sein. Pestel war ein visionärer junger Mann, dem es um die Modernisierung und Humanisierung seines Landes ging. Die Kehrseite seiner Durchsetzungskraft war ein Mangel an Kompromissbereitschaft.
Diese recht häufig zu findende Kombination aus Intelligenz und perfektionistischem Ehrgeiz wären vielleicht nicht zum Problem geworden, wären Pestels Ansichten und Ziele nicht für viele der Mitglieder zu radikal gewesen. Sobald sich seine Radikalität nicht nur gegen „den Feind“ richtete, sondern sich auch Mitglieder in den eigenen Reihen angegriffen fühlten, wirkte sie eher zerstörerisch, als antreibend und mitreißend. Viele warfen ihm daraufhin „Bonapartismus“ vor und unterstellten ihm, nach dem Umsturz alle Macht an sich reißen zu wollen. Auch der orthodoxe Priester Myslowskij, der die Dekabristen in der Peter-und-Paul-Festung geistlich betreute, sagte über Pestel: „Schnell, resolut, wortgewandt, ein begabter Mathematiker, ein vorzüglicher militärischer Taktiker; seine Listigkeit, seine körperliche Haltung und Statur und sogar sein Gesicht ähnelten Napoleon […] Er träumte davon, sich in Russland zu dem zu machen, was Napoleon in Frankreich war.“ Doch einen russischen Napoleons wollten die meisten Dekabristen keinesfalls. Pestel waren diese Befürchtungen seiner Mitstreiter bekannt. Möglicherweise war das Grund genug für ihn, nur sehr wenigen Menschen aus seinem Umfeld zu trauen.

## Ideale
Auf die Frage danach, warum Pestel gehandelt habe, wie er gehandelt hat, antwortete er den Untersuchungsrichtern: „Jedes Zeitalter ist von besonderen Ereignissen geprägt. Das gegenwärtige zeichnet sich durch revolutionäre Gedanken aus. Von einem Ende Europas zum anderen ist überall das gleiche zu sehen, von Portugal bis Russland, kein Staat ausgenommen, sogar England und die Türkei, diese beiden gegensätzlichen Staaten. Den gleichen Anblick bietet auch ganz Amerika. Dieser Geist der Umgestaltung bringt überall intellektuelle Unruhen zum entstehen.“
An dieser Aussage lässt sich erkennen, was Pestel als Berechtigung und Inspiration bei der Schaffung seiner Idealvorstellungen für Russland diente. Im Gegensatz zur russischen Alleinherrschaft des Zaren gab es in diesen anderen Ländern schon demokratische Strukturen, die sich Pestel als Vorbild für seine provisorische Verfassung nahm. Weiter erklärt er: „Meine Gedanken und Interessen richteten sich auf die Stellung des Volkes. Die Situation der Bauern, die maßgeblich durch die Sklaverei geprägt war, hatte starke Auswirkungen auf mich. Des Weiteren betrachtete ich die großen Privilegien der Aristokratie als eine Barriere zwischen Monarch und Volk.“
Der Not der Leibeigenen und der Bauernbefreiung widmete Pestel nur kurzzeitig seine Aufmerksamkeit. Er orientierte sich vor allem an den demokratischen Strukturen Nordamerikas. Um eine ebenso freiheitliche Verfassung zu etablieren, sah er zuerst die logische Notwendigkeit einer völligen Abschaffung aller veralteten bestehenden Strukturen, der eine provisorische neue Ordnung folgen musste, welche er mit seiner „Russkaja Prawda“ konzipierte.
Obwohl Pestel von dem starken Wunsch getrieben war, seine Idealvorstellungen einer Russischen Republik zu verwirklichen, hatte er im Laufe der Zeit diverse entmutigende Sitzungen und Gespräche miterlebt, die von der Zerrissenheit der Gesellschaft zeugten und ihn an der Realisierbarkeit seines Planes zweifeln ließen. Die Konflikte wurden sowohl innerhalb des Südbunds, als auch zwischen der Südlichen und Nördlichen Vereinigung nicht weniger; vielen Mitgliedern waren Pestels Ideen zu radikal. Dies alles schien ihn zu ermüden und seinen Eifer zu bremsen. Aussagen Dawydows zufolge, wuchs innerhalb des Jahres 1825 der Pessimismus in Pestel, der den allmählichen Führungswechsel von Pestel zum energischeren Sergei Iwanowitsch Murawjow-Apostol andeutete: „Der Hauptvorsitzende war immer gegen alle Vorschläge, in Aktion zu gehen. Sogar als ich Pestel das letzte mal sah (im Dezember), war er mehr als sonst überzeugt von der Unmöglichkeit, die Revolution zu realisieren. Er wiederholte, was er oft zu mir gesagt hatte: dass es eine solche Möglichkeit niemals geben würde und dass es besser wäre, die Gesellschaft aufzulösen. Nur ein Vorsitzender war aktiv – Murawjow-Apostol hatte einige Male vorgeschlagen, in Aktion zu gehen, aber er ist auf keinerlei Zustimmung gestoßen.“ Diese Zeilen zeigen Pestel in einem völlig ungewohnten Zustand starker Deprimiertheit. Zu diesem Zeitpunkt war Pestel sich wahrscheinlich auch schon darüber im Klaren, dass der Zar über die Existenz der regierungsfeindlichen Verschwörergruppe Kenntnis hatte. Tatsächlich wusste Alexander I. seit Juli 1825 genauer über die Verschwörergruppe Bescheid, noch bevor der Hauptmann Arkadi Iwanowitsch Maiboroda am 25. November 1825 seinen Regimentskommandeur Pestel verriet. Bei den Verhören gab Pestel an, dass „sich diese Denkungsart im Verlauf des Jahres 1825 in mir abschwächte und ich begann, die Fakten etwas anders zu sehen; aber da war es schon zu spät, unversehrt den Rückzug anzutreten. Die Niederschrift der Russkaja Prawda ging mir nicht mehr so gut von der Hand. […] Ein ganzes Jahr lang schrieb ich gar nichts und überarbeitete nur das schon Vorhandene. Eine starke Furcht vor Bürgerkriegen und inneren Wirren ließ meine Einsatzbereitschaft für unser Ziel erkalten.“ Pestel hatte zum Zeitpunkt des gescheiterten Umsturzversuches den Plan offenbar schon aufgegeben, seine Idealvorstellungen von einer humaneren russischen Gesellschaft mit Hilfe des Geheimbunds umzusetzen.

## Ehrungen
Die Sowjetunion benannte später mindestens zwei Schiffe nach ihm:
- das Passagierschiff Pestel (ex Welikij Knyaz Aleksej, ex Alexej), das 1944 von dem deutschen U-Boot U 20 versenkt wurde,
- das ehemals deutsche Passagierschiff Berlin, das 1946 als Kriegsbeute ausgeliefert worden war.